# Jakob Vang Glud
Jakob Vang Glud (6 d'abril de 1988) és un jugador d'escacs danès que té el títol de Gran Mestre des de 2014.
A la llista d'Elo de la FIDE d'octubre de 2015, hi tenia un Elo de 2535 punts, cosa que en feia el jugador número 5 (en actiu) de Dinamarca El seu màxim Elo va ser de 2544 punts, a la llista de setembre de 2014 (posició 531 al rànquing mundial).

## Participació en olimpíades d'escacs
Vang Glud ha participat, representant Dinamarca, en quatre Olimpíades d'escacs entre els anys 2008 i 2014, amb un resultat de (+23 =8 –7), per un 71,1% de la puntuació. El seu millor resultat el va fer a les Olimpíada del 2014 en puntuar 7½ de 9 (+7 =1 -1), amb el 83,3% de la puntuació, amb una performance de 2615.